# نمل أقرن أرنولدي
نمل أقرن أرنولدي (الاسم العلمي:Proceratium arnoldi) هو نوع من النمل يتبع جنس النمل الأقرن من أسرة النملاوات القرناء.